# Антиноја
Антиноја је у грчкој митологији било име више личности.

## Митологија
1. Према Паусанији, била је кћерка тегејанског краља Кефеја. Према савету пророчишта пратила је змију и становнике Птолиде преселила на друго место, крај реке Офис у Аркадији.[1] У Мантинеји јој је био подигнут споменик како би се овековечио овај догађај. Касније, њено име је било и Антоноја.[2]
2. Паусанија ју је навео и као једну од Пелијада. Учествовала је у убиству свог оца Пелије и због тога је морала да пребегне у Мантинеју у Аркадији.[1]
3. У литератури се помињу још две личности са овим именом.[2]

## Биологија
Латинско име ових личности (Antinoe) је назив за род у оквиру групе чланковитих црва.